# Clitarco de Egina
Clitarco (Griego antiguo: Κλείταρχος ἐξ Αἰγίνης) fue un gramático y lexicógrafo del siglo I o II a. C. originario de Egina. Escribió un libro de siete capítulos titulado posiblemente Lenguas o Sobre el tratado de lenguas en el que presentaba las peculiaridades de los diversos dialectos griegos e interpretaba una variedad de palabras vernáculas, así como palabras derivadas de glosarios profesionales especializados.
Clitarco y su obra son mencionados por Ateneo, Proclo, Harpocración, y por el etimológico bizantino Etymologicum Magnum etc. Todos los extractos supervivientes fueron recopilados y publicados en 1842 en Berlín.